# Geo Poggenbeek

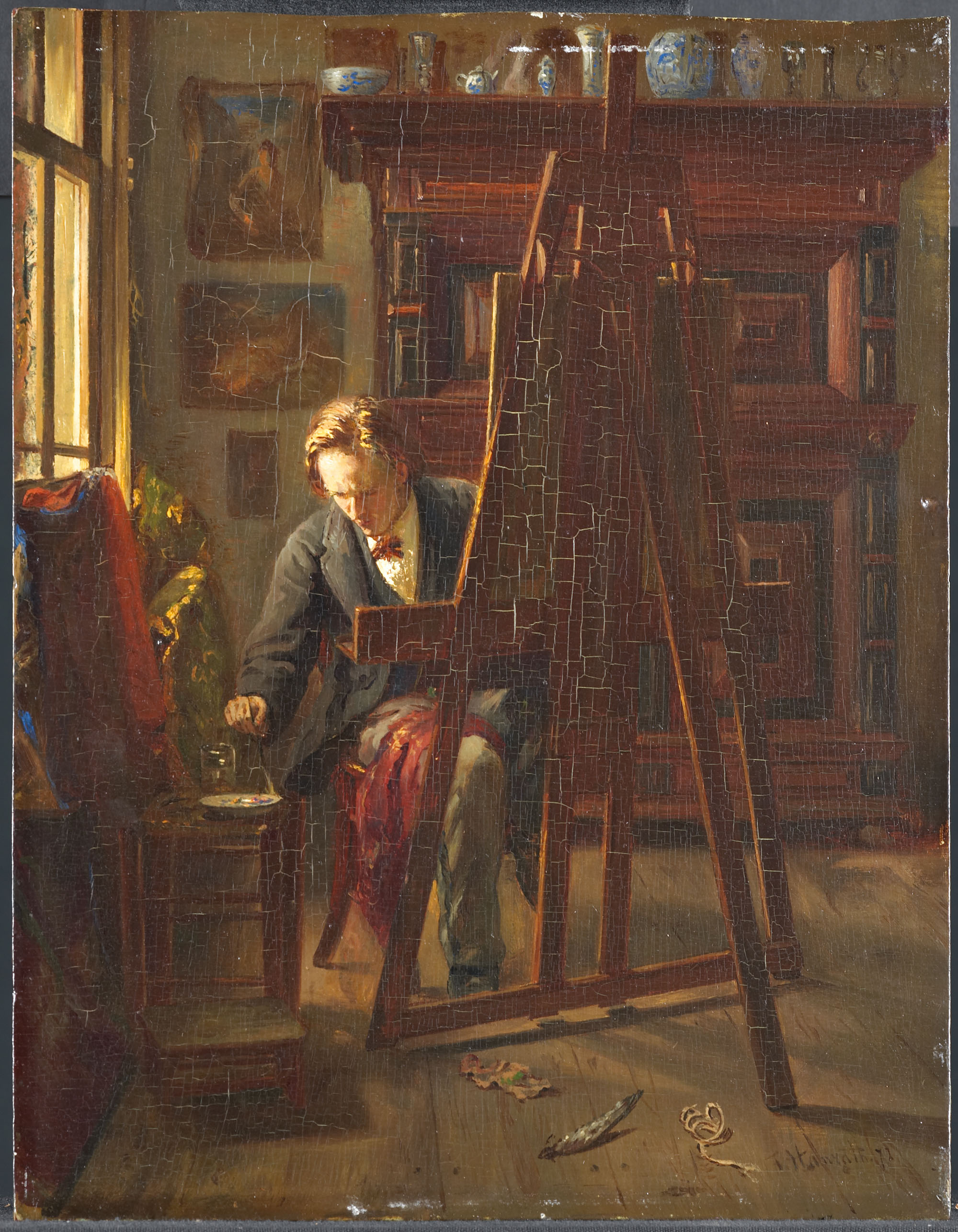
Geo Poggenbeek in zijn atelier, door Theo Hanrath

George Jan Hendrik ('Geo') Poggenbeek (Amsterdam, 20 juli 1853 – aldaar, 4 januari 1903) was een Nederlands kunstschilder. Hij wordt gerekend tot de nabloei van de Haagse School.

## Leven en werk

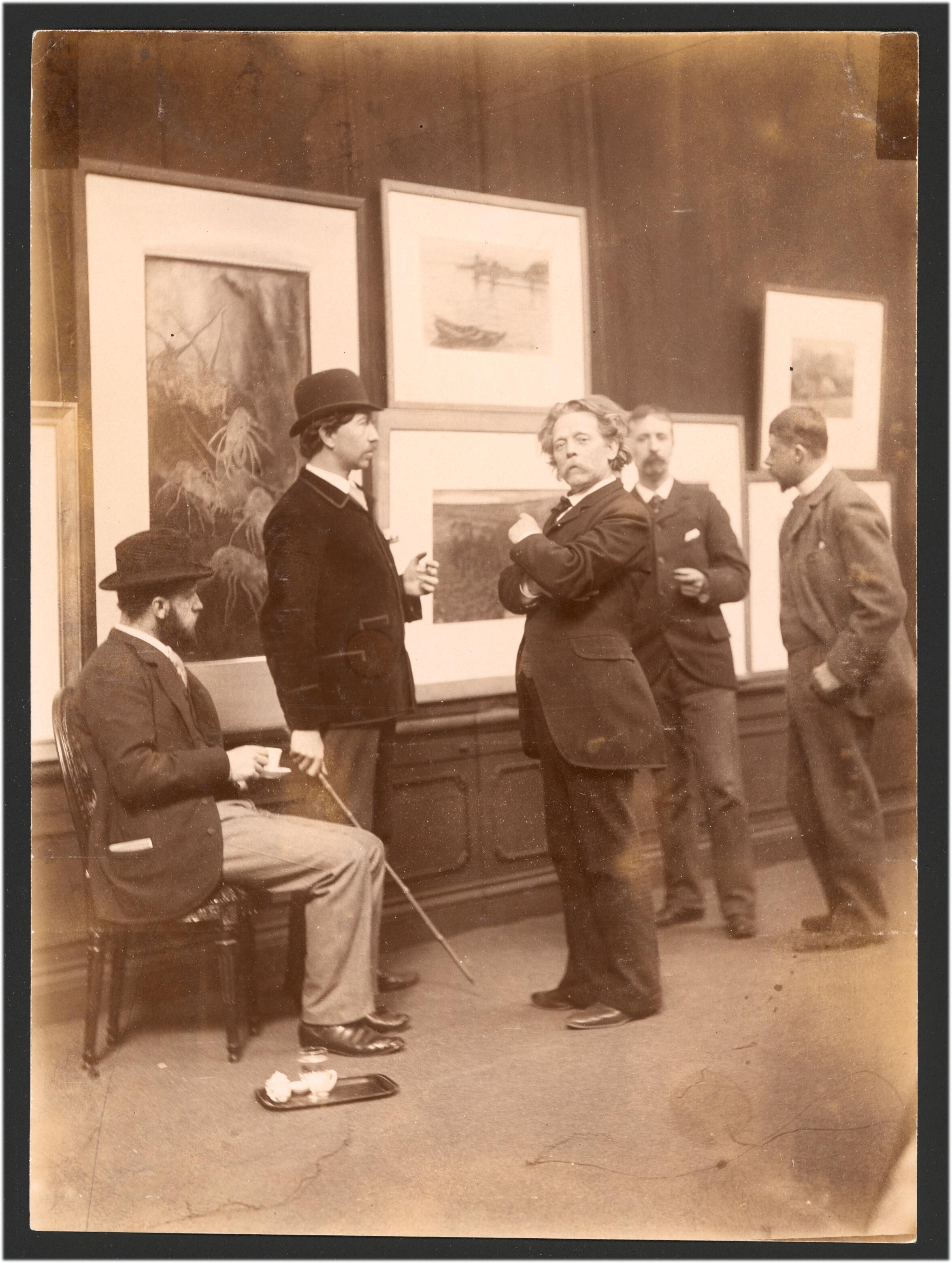
Leden Arti et Amicitiae, 1893. V.l.n.r.: Poggenbeek, Bastert, Heijl, Kever, Breitner

Poggenbeek werkte als jongeling op kantoor, maar onder invloed van zijn vriendschap met de jonggestorven kunstschilder Theo Hanrath koos hij op zijn negentiende voor het schildersvak. Samen met Hanrath ging hij in de leer bij Johannes Hendrik Veldhuijzen en ook volgde hij cursussen aan de Rijksakademie van beeldende kunsten.
Aan het begin van de jaren 1870 sloot Poggenbeek vriendschap met Marinus Heijl en Nico Bastert, met wie hij vaak ging tekenen in Gelderland en Drenthe. Aan het einde van de jaren 1870 reisde hij met Bastert lange tijd door Zwitserland, Italië en Frankrijk. Met name zouden ze lange tijd verblijven in Normandië en Bretagne, waar ze vooral stadsgezichten en landschappen schilderden. Bastert zou deze periode later omschrijven als "een groot genieten".
Tussen 1880 en 1882 woonden en werkten Poggenbeek en Bastert samen in Amsterdam, in het atelier van Poggenbeek bij het Oosterpark. In 1882 betrok Bastert een eigen atelier in Den Haag. Samen zouden ze in de daaropvolgende zeven jaar echter vaak naar een huisje in Breukelen afreizen om er het Hollandse landschap te schilderen, met sloten en rivieren, vaak met vee of eenden. Ook maakten ze veel riviergezichten bij de Vecht.
Poggenbeek wordt gerekend tot de nabloei van de Haagse School. Hij schilderde en aquarelleerde in een dromerige stijl. Hij werd sterk beïnvloed door Anton Mauve, bij wie hij in 1886 drie maanden in diens huis verbleef, te Laren. Zijn werk is sfeervol en stemmig. Hij werkte met zachte, fijne basistonen, vaak in een specifieke, heldere kleur groen.
De schilder-kunstcriticus Philippe Zilcken (1857-1930) schreef in 1898 in Elsevier's Geïllustreerd Maandschrift: 'Poggenbeek en Karsen hebben van de hedendaagse schilders wel de meest sterk uitgesproken intimiteit in hun werk gelegd. Met name Poggenbeek is een en al gevoeligheid. Als dat al niet uit zijn werk spreekt, niet minder merk je dat wanneer je hem ontmoet: uiterst bescheiden, vriendelijk en innemend'.
Te Amsterdam schilderde Poggenbeek diverse stadsgezichten in een stijl die sterk doet denken aan George Breitner. Sommige van deze werken worden thans gerekend tot de beste uit zijn oeuvre. In 1893, 1895 en 1897 maakte hij nogmaals studiereizen naar Frankrijk.
Poggenbeek stond ook bekend als een goed etser. Hij was de leermeester van Johan Scherrewitz (1858-1951). Hij won medailles tijdens tentoonstellingen in Parijs (1894), Chicago (1895) en Berlijn (1895).
Poggenbeek overleed in 1903, 49 jaar oud. Zijn werk bevindt zich onder andere in het Rijksmuseum in Amsterdam en het Gemeentemuseum Den Haag, alsook in talrijke collecties van instellingen en particulieren in zowel binnen- als buitenland.

## Galerij

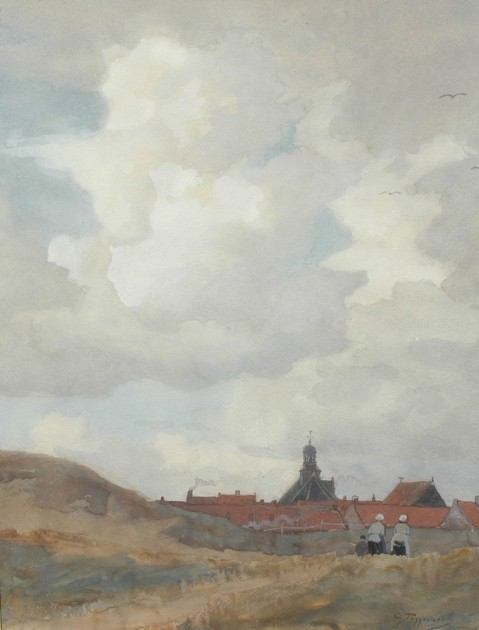
Duinen bij Noordwijk aan Zee met huiswaarts kerende vissersvrouwen
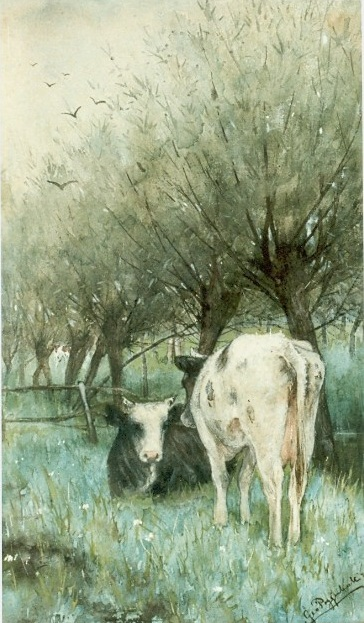
Kalfjes bij knotwilg
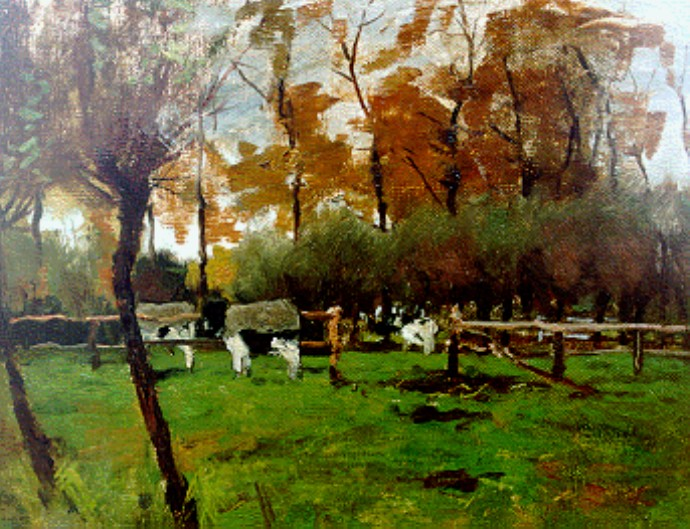
Koeien bij een hek
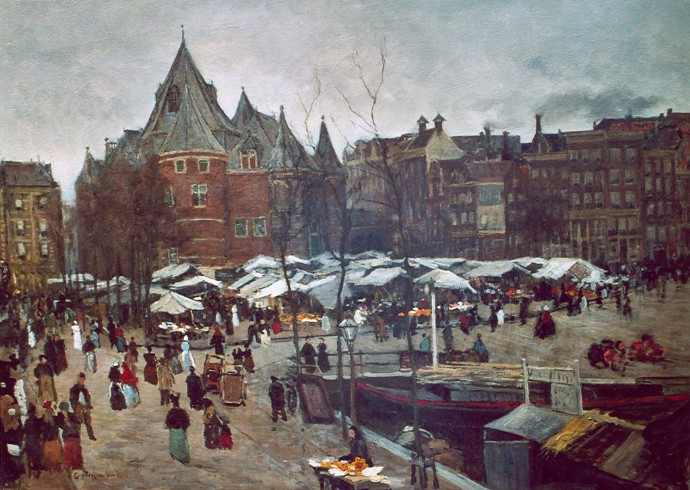
Marktdag op de Nieuwmarkt, Amsterdam
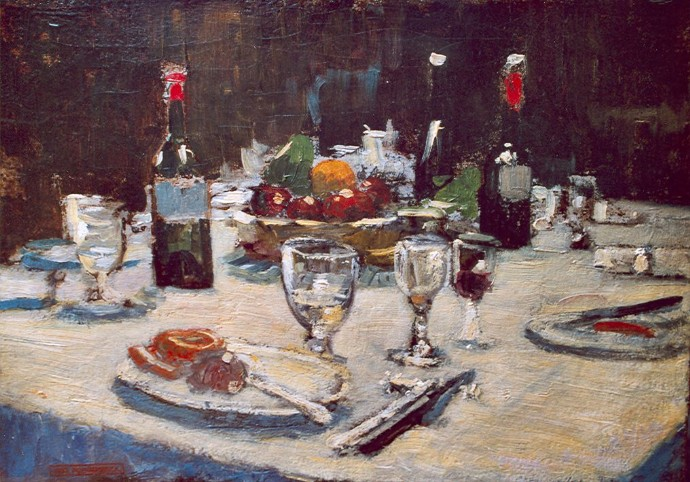
Feestdis
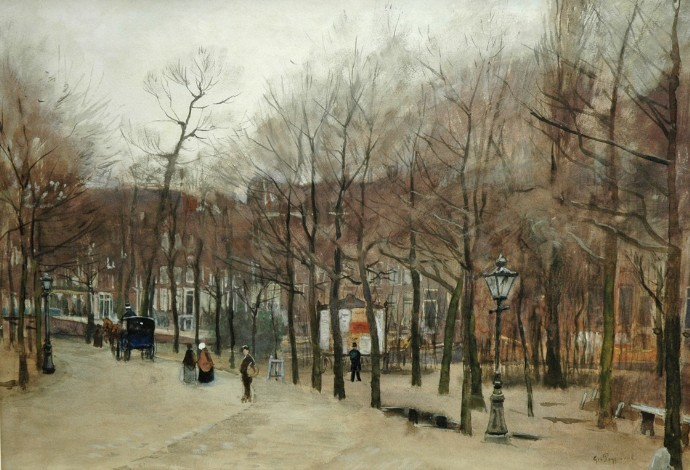
Amsterdams straatgezicht met figuren
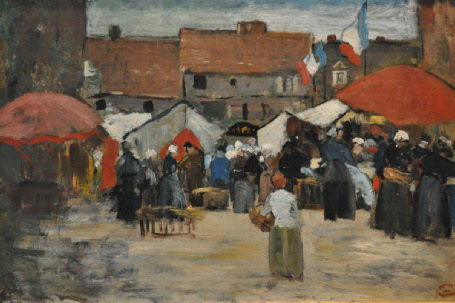
Op de markt, Frankrijk
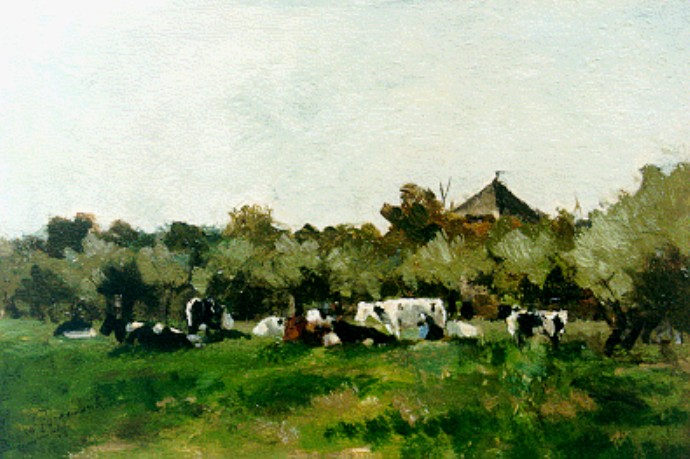
Melktijd
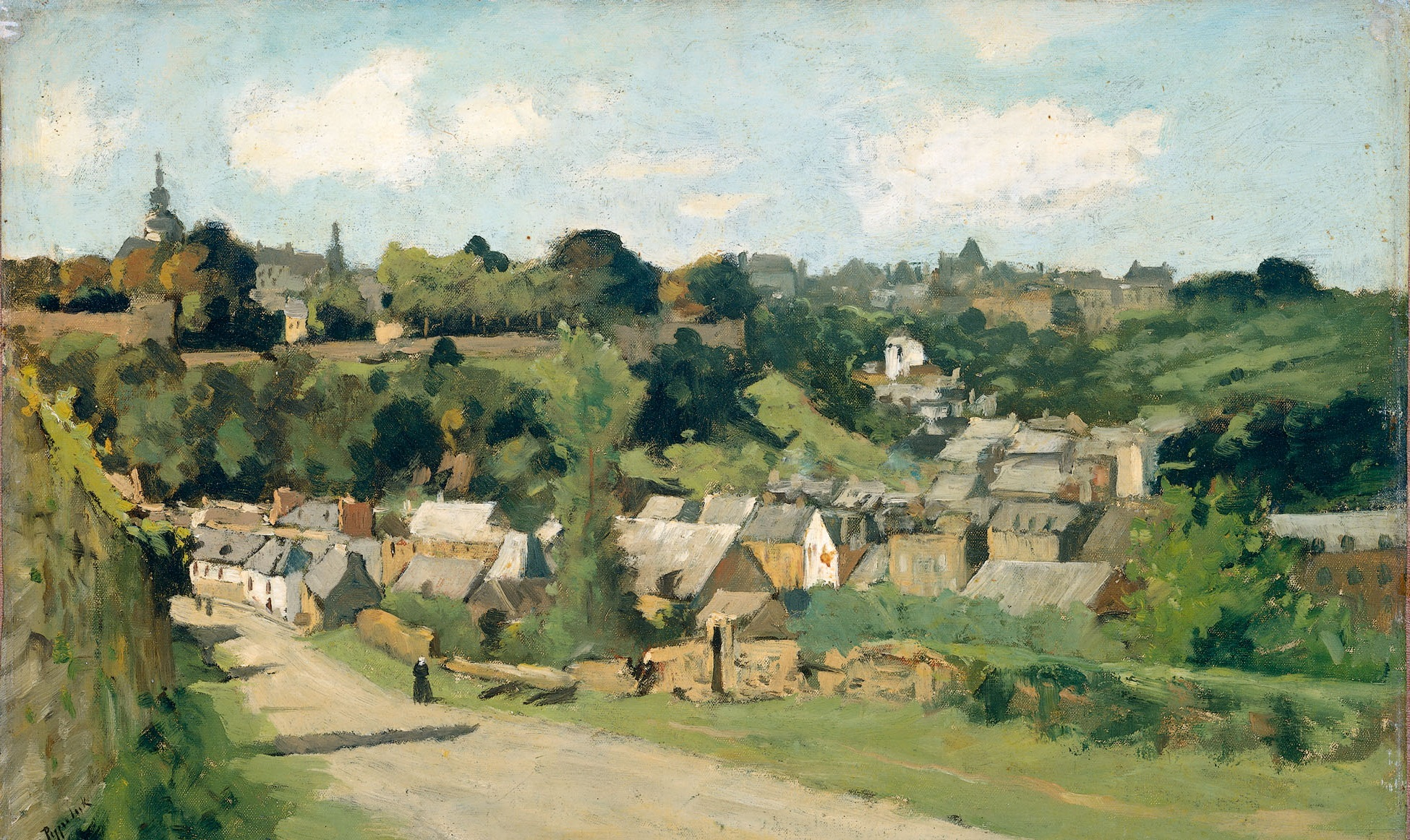
Gezicht op Dinan
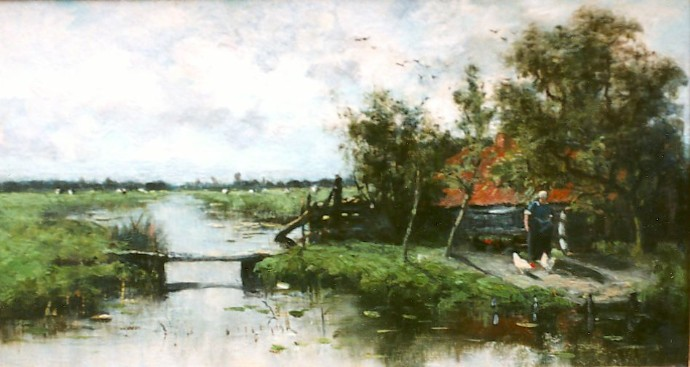
Rivierlandschap